# Bodega Riglos
Bodega Riglos es un productor argentino de vinos de alta gama ubicado en Gualtallary, Tupungato, Alto Valle de Uco, Mendoza, a una altitud de 1.300 metros sobre el nivel del mar.
La compañía está dirigida por sus fundadores Darío Werthein
```
y Fabián Suffern (presidente y vice, respectivamente), ocupa 72 hectáreas en Gualtallary, para desarrollar el emprendimiento; en el año 2011 se incorpora como socio y CEO
[
2
]
 Rafael Calderón.
```

## Finca Las Divas
Riglos elabora sus vinos single vineyards
- Malbec: 18 hectáreas (44,2 acres)
- Cabernet Sauvignon: 9,2  hectáreas (22,3 acres)
- Cabernet Franc:  5,9 hectáreas (14,2 acres)
- Petit Verdot: 1 hectárea (2,2 acres)
- Sauvignon Blanc: 3,36 hectáreas (8,3 acres)

Con una producción anual de 90.000 botellas actualmente se encuentran en el mercado los 6 vinos de Bodega Riglos:
- Riglos Gran Corte (Corte sobre la base de Malbec)
- Riglos Gran Malbec
- Riglos Gran Cabernet Sauvignon
- Riglos Gran Cabernet Franc
- Riglos Quinto Malbec
- Riglos Quinto Sauvignon Blanc

El 75% de la producción se exporta a Brasil, Canadá, Colombia, Estados Unidos, Dinamarca, Inglaterra, Italia, Hong Kong y Uruguay. En Argentina se vende el 25% restante en destacados restaurantes y vinotecas a lo largo del país.[cita requerida]

## Premios
El año 2012, Riglos Gran Corte 2009 fue elegido como el mejor vino del año para la revista estadounidense Wine Enthusiast, marcando un hito en la historia de la bodega.